# 국제 해저 기구

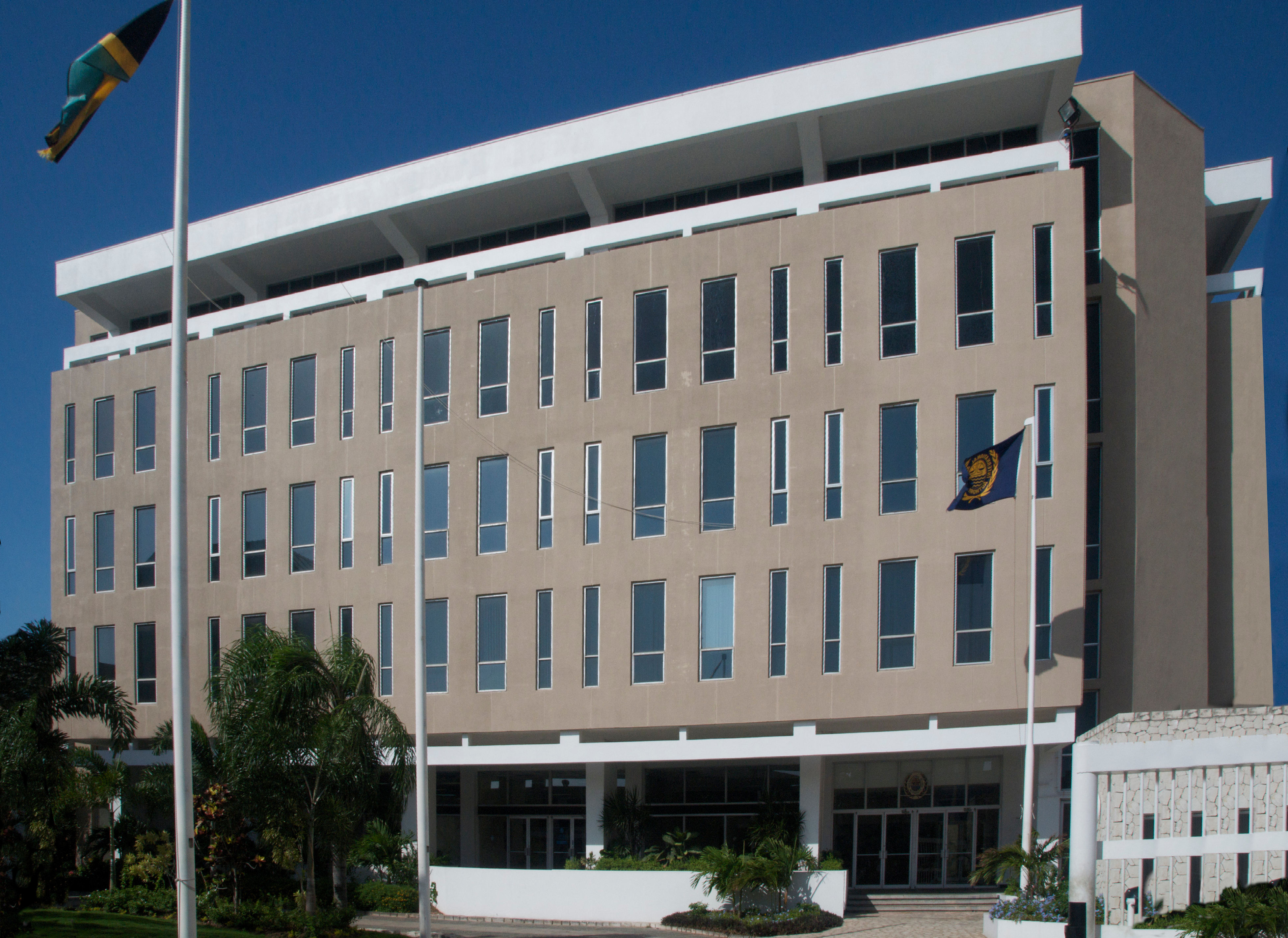
국제 해저 기구

국제 해저 기구(國際海底機構, 영어: International Seabed Authority, ISA, 아이에스에이)는 해양법에 관한 국제연합 협약에 따라 설립되어 협약에 가입한 모든 국가들이 참가하는 국제 기구이다. 1994년 11월 16일에 설립되었으며 사무국은 자메이카 킹스턴에 있다.
해양법에 관한 국제연합 협약에 따라 인류 공동의 재산으로 규정된 해저(모든 연안국의 대륙붕 바깥쪽에 있어서 어느 나라의 관할권에도 미치지 않는 해저 및 그 아래)의 광물 자원의 관리를 주된 목적으로 한다.
해양법에 관한 국제연합 협약에 명시된 규정에 따라 깊은 해저에서의 활동을 관리한다. 국제 해저 기구가 해저의 광상(鑛床)에 대한 탐사 규칙을 정하며 기업 등이 국제 해저 기구에 탐사 신청을 하면 해저 광구(鑛區)가 설정된다.

## 회원국

### African Group
- 가나
- 가봉
- 감비아
- 기니
- 기니비사우
- 나미비아
- 나이지리아
- 남아프리카 공화국
- 니제르
- 라이베리아
- 레소토
- 마다가스카르
- 말라위
- 말리
- 모로코
- 모리셔스
- 모리타니
- 모잠비크
- 베냉
- 보츠와나
- 부르키나파소
- 상투메 프린시페
- 세네갈
- 세이셸
- 소말리아
- 수단
- 시에라리온
- 알제리
- 앙골라
- 에스와티니
- 우간다
- 이집트
- 잠비아
- 적도 기니
- 지부티
- 짐바브웨
- 차드
- 카메룬
- 카보베르데
- 케냐
- 코모로
- 코트디부아르
- 콩고 공화국
- 콩고 민주 공화국
- 탄자니아
- 토고
- 튀니지

### Asia-Pacific Group
- 나우루
- 네팔
- 니우에
- 대한민국
- 동티모르
- 라오스
- 레바논
- 마셜 제도
- 말레이시아
- 몰디브
- 몽골
- 미얀마
- 미크로네시아 연방
- 바누아투
- 바레인
- 방글라데시
- 베트남
- 브루나이
- 사모아
- 사우디아라비아
- 솔로몬 제도
- 스리랑카
- 싱가포르
- 예멘
- 오만
- 요르단
- 이라크
- 인도
- 인도네시아
- 일본
- 중국
- 카타르
- 쿠웨이트
- 쿡 제도
- 키리바시
- 키프로스
- 태국
- 통가
- 투발루
- 파키스탄
- 파푸아뉴기니
- 팔라우
- 팔레스타인
- 피지
- 필리핀

### Eastern European Group
- 라트비아
- 러시아
- 루마니아
- 리투아니아
- 몬테네그로
- 몰도바
- 벨라루스
- 보스니아 헤르체고비나
- 북마케도니아
- 불가리아
- 세르비아
- 슬로바키아
- 슬로베니아
- 아르메니아
- 아제르바이잔
- 알바니아
- 에스토니아
- 우크라이나
- 조지아
- 체코
- 크로아티아
- 폴란드
- 헝가리

### Latin American and Caribbean States Group
- 가이아나
- 과테말라
- 그레나다
- 니카라과
- 도미니카 공화국
- 도미니카 연방
- 멕시코
- 바베이도스
- 바하마
- 벨리즈
- 볼리비아
- 브라질
- 세인트루시아
- 세인트빈센트 그레나딘
- 세인트키츠 네비스
- 수리남
- 아르헨티나
- 아이티
- 앤티가 바부다
- 에콰도르
- 온두라스
- 우루과이
- 자메이카
- 칠레
- 코스타리카
- 쿠바
- 트리니다드 토바고
- 파나마
- 파라과이

### Western European and Other States Group
- 그리스
- 네덜란드
- 노르웨이
- 뉴질랜드
- 덴마크
- 독일
- 룩셈부르크
- 모나코
- 몰타
- 벨기에
- 스웨덴
- 스위스
- 스페인
- 아이슬란드
- 아일랜드
- 영국
- 오스트레일리아
- 오스트리아
- 이탈리아
- 캐나다
- 포르투갈
- 프랑스
- 핀란드

## 같이 보기
- 해양법에 관한 유엔 협약
- 망가니즈 단괴
- 공해 (바다)
- 유엔 신탁 통치 이사회